# Schlosserhaus (Bergheim)
Das zweigeschossige, denkmalgeschützte Wohnhaus in der Römerstraße 51 befindet sich im Stadtteil Thorr in der Kreisstadt Bergheim im Rhein-Erft-Kreis.

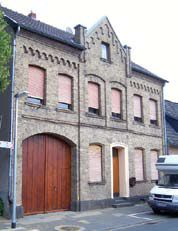
Schlosserhaus in Bergheim-Thorr.

## Geschichte und Architektur
In diesem Haus wohnte 1934 der Schlosser Eugen Meurer. Dieses repräsentative, zweigeschossige,
ländliche Wohnhaus stammt aus dem Ende des 19. Jahrhunderts. Die Straßenfassade ist mit gelben
Klinkersteinen verkleidet. Der ursprüngliche Wohnteil wird durch vier Fensterachsen und einen seitlichen übergiebelten Risalit gegliedert. Im Risalit befindet sich der stichbogige Eingang mit profiliertem Gewände. Ein Gesims trennt die Stockwerke. Seitlich schließt ein zweiachsiger Trakt mit korbbogiger Durchfahrt im Erdgeschoss und zwei darüber liegenden Fenstern an. Er ergänzt das Wohnhaus auf symmetrische Weise. An der Traufseite und im Giebel befinden sich Rundbogenfriese.

## Denkmal
Das Gebäude ist mit der Denkmalnummer 94 in die Liste der Baudenkmäler in Thorr eingetragen.